# Pillanes (álbum)
Pillanes es el primer álbum de estudio del supergrupo de rock chileno Pillanes. Fue lanzado el 9 de noviembre de 2018, bajo el sello Evolución Producciones.

## Historia
El disco surge de la amistad entre los hermanos Pablo y Felipe Ilabaca, Francisco y Mauricio Durán, y Pedropiedra. El 4 de abril se reúnen en una casa de Valparaíso, y componen 12 temas de diferentes estilos, en los que destacan el Funk, el Rock, el Soul, la Cumbia, Electrónica, entre otros. Grabaron el álbum en 10 días, en Valparaíso, en un estudio que bautizaron Palacio.
El mundo es un lugar tan triste, fue el primer sencillo promocional del compacto, estrenado el 18 de octubre de 2018. Su videoclip fue grabado en la Biblioteca Central de la Universidad de Concepción. El disco fue lanzado el 9 de noviembre del mismo año, en el formato CD y para reproducción y descarga digital. Temas como El mundo es un lugar tan triste, Facho Pobre, Pillanes y Loro fueron los que destacaron en la atención del público. Esta última canción rinde homenaje a Horacio Salinas, y se lanzó como segundo sencillo el 26 de marzo de 2019. Diez días después se estrenó su videoclip, con la dirección de Vicente Subercaseaux.

## Lista de canciones
Todas las canciones escritas y compuestas por Pablo Ilabaca, Felipe Ilabaca, Francisco Durán, Mauricio Durán y Pedropiedra. 
| Pillanes |                                   |          |  |
| N.º      | Título                            | Duración |  |
| 1.       | «Despegue»                        | 1:08     |  |
| 2.       | «El mundo es un lugar tan triste» | 3:32     |  |
| 3.       | «Tú sabes»                        | 4:03     |  |
| 4.       | «Facho pobre»                     | 3:08     |  |
| 5.       | «Pillanes»                        | 4:24     |  |
| 6.       | «Valparaíso y Concepción»         | 2:42     |  |
| 7.       | «Loro»                            | 4:59     |  |
| 8.       | «Somos lo peor»                   | 5:02     |  |
| 9.       | «Carmesí»                         | 4:28     |  |
| 10.      | «Barrabás»                        | 2:01     |  |
| 11.      | «Convénceme»                      | 3:38     |  |
| 12.      | «Montañita»                       | 3:00     |  |
| 42:15    |                                   |          |  |